# منصف القايد
منصف القايد (16 نوفمبر 1940 القيروان تونس - 10 مايو 2017) هو لاعب كرة قدم تونسي سابق كان يلعب كمهاجم.